# Amethyst-Täubling
Der Amethyst-Täubling (Russula amethystina, Syn.: Russula turci var. amethystina (Quél.)) ist ein Pilz aus der Familie der Täublingsverwandten. Der Täubling sieht dem Jodoform-Täubling zum Verwechseln ähnlich, sodass viele Autoren ihn nur als Varietät ansehen. Allerdings sind die beiden Arten genetisch nicht besonders nah miteinander verwandt, obwohl sie sich nur über ihr Sporenornament sicher unterscheiden lassen. Der Täubling ist ein typischer Fichtenbegleiter.

## Merkmale

### Makroskopische Merkmale
Der 3 bis 7 Zentimeter breite Hut variiert in der Farbe zwischen violett, lila, weinrot und weinbraun. Häufig ist die Hutmitte dunkler gefärbt. Die Huthaut ist vollständig abziehbar. Sie ist bei trockenem Wetter samtig, bei feuchter Witterung jedoch sehr schmierig.
Die Lamellen sind erst weiß und erst im Alter ocker getönt.
Der keulenförmige Stiel ist anfangs weiß und später gelblich bis bräunlich und meist hohl. Das Fleisch ist weiß, später trüb gelblich werdend. Es schmeckt mild und riecht in der Stielbasis oft stark nach Jodoform.

### Mikroskopische Merkmale
Das Sporenpulver ist hellocker gefärbt. Die Sporen sind mit 8–10×6–8 Mikrometern breit ellipsoid. Die Warzen sind 0,7–1 Mikrometer hoch, meist spitz-stachelig und stehen oft isoliert und weit auseinander. Einzelne Warzen können aber auch durch feine Linien netzartig verbunden sein.

## Artabgrenzung
Der Amethyst-Täubling kann anderen ähnlichfarbigen, ungenießbaren Täublingen sehr ähnlich sein. Besonders ähnlich sind die violetthütigen Täublinge mit gelblichen Lamellen aus der Subsektion Sanguinae. Bei diesen tritt in der Regel schon nach kurzer Zeit ein Brennen auf der Zunge auf.

Der ebenfalls essbare Jodoform-Täubling ist dem Amethyst-Täubling so ähnlich, dass er von vielen Autoren für artgleich gehalten wurde. Die beiden Arten lassen sich nur mikroskopisch sicher unterscheiden. Makroskopisch sollen sie sich laut dem Handbuch für Pilzfreunde durch die durch Wassertropfen gelbfleckige Huthaut des Amethyst-Täublings unterscheiden; durch stärkeren Regen kann sie sogar zu großen Teilen gelb umgefärbt sein. Der Jodoform-Täubling weist diese Verfärbungen nicht auf.

## Systematik
Es gibt Exemplare, die von Anfang an einen gelben Hut besitzen; sie bilden die Variation gilva.
Zunächst unterschied man noch die Art Russula turci, die in den 1930er-Jahren mit Russula amethystina vereinigt wurde. Exemplare mit stärker ausgeprägtem Netzmuster auf den Sporen sind in die Variation turci gegliedert und solche mit schwächerem Netz werden als Variation amethystina bezeichnet. Diese Unterteilung erwies sich zunächst als äußerst schwer nachvollziehbar. Phylogenetische Studien zeigen jedoch, dass beide Arten nicht so nah verwandt sind, wie es die äußere Erscheinung vermuten lässt.

## Ökologie
Der Amethyst-Täubling ist, wie alle Täublinge, ein Mykorrhizapilz, der mit verschiedenen Nadelbäumen (Fichten, Waldkiefern und Weißtannen), aber bevorzugt mit der Fichte eine Symbiose eingeht. Man findet in vor allem auf Sandböden in sauren Nadelwäldern, er kommt aber auch in Rotbuchenwäldern unter eingestreuten Nadelbäumen und auf neutralen oder schwach basischen Kalkgesteinsböden vor.
Der Pilz kommt von der planaren bis in die hochmontanen Höhenlagen vor, wobei er in Höhen um 100 Meter meist mit der Waldkiefer und in Höhen über 1000 Metern mit Fichten oder Fichtenmischwäldern anzutreffen ist. Die Fruchtkörper werden zwischen Juli und November gebildet, wobei ein Maximum im August und September vorhanden ist.

## Verbreitung

Europäische Länder mit Fundnachweisen des Amethyst-Täublings.
Legende:
Länder mit Fundmeldungen
Länder ohne Nachweise
keine Daten
außereuropäische Länder

Der Pilz ist in großen Teilen Europas anzutreffen. Das Verbreitungsgebiet erstreckt sich bis Marokko und Algerien in Nordafrika. Außerdem ist der Amethyst-Täubling auf den Kanarischen Inseln zu finden.